# Roberto Pinarello de Almeida
Dom Roberto Pinarello de Almeida (Amparo, 11 de dezembro de 1927 - Roma, 28 de junho de 2002) foi um bispo católico brasileiro. 
Roberto cursou o Pontifício Colégio Pio Brasileiro e licenciou-se em Filosofia Pura e Teologia Dogmática, na Pontifícia Universidade Gregoriana, em Roma, onde foi ordenado padre em 29 de junho de 1952. Retornando ao Brasil, fez o Curso de Láurea em Teologia, na Faculdade Teológica Nossa Senhora da Assunção, PUC-SP. Também cursou Administração Universitária em Houston, Texas; estágios em minas de Carvão, em Charleroy, Bélgica; e estágio de Administração Universitária, em Monterey, México.
Pe. Roberto foi indicado como bispo de Ilhéus em 18 de abril de 1970. Recebeu a ordenação episcopal em 21 de junho de 1970, em Amparo, através Dom Antônio Maria Alves de Siqueira, tendo como co-consagrantes os bispos Bruno Maldaner e Tomás Vaquero. Não pôde tomar posse, por motivos de saúde, resignando em 14 de janeiro de 1971. Em 24 de julho de 1971 foi apontado bispo-auxiliar para a Diocese de Jundiaí, com a sé titular de Gemellae in Byzacena.
Dom Roberto foi professor nas Faculdades de Filosofia, de Odontologia, de Ciências Econômicas e Contábeis e de Direito da Universidade Católica de Campinas, e primeiro Diretor do Colégio de Aplicação Pio XII. Quando a Universidade foi elevada à Pontifícia Universidade Católica, tornou-se Vice-Reitor Acadêmico e, posteriormente, Vice-Reitor Administrativo, entre 1970 e 1980. Participou de diversos Congressos Internacionais representando a PUC-Campinas como Vice-Reitor. Exerceu também o Magistério como professor na Faculdade Cásper Líbero em São Paulo, no Seminário Menor e na Escola Técnica de Comércio São Luiz, em Campinas, além de ter sido Vice-Diretor do Colégio Diocesano Santa Maria.
Na ação religiosa e pastoral, foi Assistente Diocesano da Juventude Operária (JOC), da Federação e Congregações Marianas, Assistente Espiritual da Escola Preparatória de Cadetes do Exército de Campinas, Assistente Eclesiástico das Juventude Estudantil (JEC) e Juventude Universitária (JUC), de São Paulo, Diretor Espiritual dos dirigentes dos Cursilhos de Cristandade, em Campinas, e Assistente Eclesiástico das Equipes de Nossa Senhora, em São Paulo e Campinas.
Dom Pinarello Almeida também foi membro do Cabido Metropolitano da Arquidiocese de Campinas, Promotor e Juiz do Tribunal Eclesiástico de Campinas, Membro do Conselho Universitário da PUC-Campinas, Membro do Rotary Club Centro de Campinas e aluno da Faculdade de Direito da PUC-Campinas. Publicou as seguintes obras: Deontologia do Aborto, Nas pegadas de Cristo, Sobre a Natureza do belo Ontológico (Tese de Filosofia) e O valor da Teologia Positiva (sua Tese de Teologia). 
Em 31 de julho de 1980, Dom Roberto foi nomeado bispo-coadjutor de Jundiaí, sucedendo a Dom Gabriel Paulino Bueno Couto em 11 de março de 1982 como segundo bispo diocesano da Diocese de Jundiaí. Ocupou essa posição até resignar em 2 de outubro de 1996, tornado-se bispo-emérito de Jundiaí.
Dom Roberto Pinarello de Almeida faleceu em Roma, à tarde, na véspera da celebração do Jubileu de Ouro de sua ordenação sacerdotal, após se encontrar com São João Paulo II, no período da manhã. Seu corpo foi trasladado para a Catedral de Jundiaí, onde foi sepultado.